# W9
W9 is een Franse televisiezender die onderdeel is van de RTL Group, de zender is tevens het zusterkanaal van M6, het kanaal heette eerst M6 Music.
Het kanaal zendt met name muziek, film en reality-series uit.